# プロ野球オンラインカジノ利用問題
プロ野球オンラインカジノ利用問題（プロやきゅうオンラインカジノりようもんだい）は、2025年2月に発覚した日本野球機構（以下、NPB）の所属選手によるオンラインカジノ利用に関する一連の問題である。

## 経過

### 2025年2月
2025年2月17日、オリックス・バファローズ投手・山岡泰輔のオンラインカジノ利用に関する情報をNPBが入手した。オリックス球団はNPBより調査依頼を受け、翌18日の山岡との面談で、山岡が過去に海外のカジノサイトが運営するポーカーゲームのトーナメント大会に参加していた事実を把握した。球団はこの事実について、違法性の認識の有無に関わらず、社会的影響力の大きいプロ野球選手としての自覚を欠いた行動であるとして、山岡に対し当面の間、プロ野球選手としての活動自粛を命じた。
上記の山岡の騒動を受け、NPBは同20日に、全12球団に対し、各々の所属選手に自己申告を行わせるよう指示したと発表した。福岡ソフトバンクホークス、中日ドラゴンズ、東京ヤクルトスワローズ、広島東洋カープ、読売ジャイアンツは即日選手、スタッフらに注意喚起を行い、21日には阪神タイガースが、22日にはオリックス、埼玉西武ライオンズ、東北楽天ゴールデンイーグルスでも注意喚起が行われ、調査が開始された。このうち、オリックスでは21日までに全選手への聞き取りを完了させ、自己申告者はいないとしている。また、巨人に所属する選手2名（詳細後述）が20日に自己申告したことが後に判明している。
NPBは27日、オンラインカジノ利用に関する調査結果を公表し、26日までの時点では7球団で、計14名が自己申告を行ったことが判明した（14名の中に山岡は含まれない）。なお、野球賭博を行ったと申告した関係者はいなかった。NPBは今後の対応・処分は球団に一任する方針を示した。なお、14名の氏名、役職の内訳、利用金額、利用頻度、違法性の認識度など個別の詳細についてはこの時点では非公開とされた。14名はいずれも公訴時効の3年にかからない2022年2月以降の利用であり、時効が過ぎた利用については一切の情報公開がされなかったが、NPBは必要に応じて調査するとした。また、今後も当面の間は自主申告を受け付ける方針を示した。
NPBの発表を受け、翌28日、阪神、広島の両球団は所属選手からの自己申告の有無は公表しない方針を示した。他の球団も「NPBが発表した以上のことについて球団から個別に発表を行う予定はない」などとして、名前を公表するかなど具体的な回答は避けた。また、NPBは自己申告を行った14名の詳細を非公開とする理由について、「やった罰は受けるが、練習を禁止したり環境を奪ったりするのは本意ではない。選手も寄り添ってあげないと、短い選手生命ですからきちんと活動させてあげたい」とした。

### 2025年3月
3月3日、日本プロ野球選手会はNPBに対し、単純賭博であったオンラインカジノ利用者には2025年レギュラーシーズンの出場停止・活動停止処分は科さないこと、12球団に対し処分は球界全体で統一して実施することなどを要求した。
同日、都内でNPBと12球団による実行委員会が初めて実施された。コミッショナーの榊原定征からは、「球界全体で早急に問題解決に勤しむこと」「選手、関係者への啓発はシーズン終了まで怠らないこと」という旨の指示があった。自己申告者の処分については、各球団の処分に大きな差異が生じれば、自己申告者たちの感情的不公平感、開幕前の戦力の不均衡の助長などを生むことになりかねないため、12球団で処分の基準を統一すべきだと結論が出された。
6日、福岡ソフトバンクホークスのファーム（二軍〜四軍）コーチが福岡県警察本部から聞き取り調査を5日までに受けていたことが判明した（先述の14名に含まれるかは不明である）。この一件については、ソフトバンク球団は一切回答を行わなかった。
12日、オリックス球団は山岡に対し、「強く反省していると判断した」として、13日以降の活動再開を了承した。最終的な処分については、警察の捜査が完了次第、決定するとした。
13日、選手会はこの問題について、「大変遺憾であり、ファンの皆様や関係者の信頼を裏切りお騒がせしてしまったことについて深くお詫び申し上げます」と謝罪し、今後のより一層の企業コンプライアンス強化を表明した。
20日、NPBは自己申告期間を終了した。同日までに新たに1名自己申告を行ったことも判明した（上述のソフトバンクのコーチかは不明）。
21日、NPBと選手会の間で事務折衝が執り行われた。選手会側は、山岡はもう既に社会的制裁を受けていると主張し、今後処分を行う際は公平な基準を設定して他の自己申告者との公平性を確保すること、12球団の対応が統一されるようにすることなどをNPB側に要求し、NPB側も前向きに検討していくとした。また、選手会側は自己申告を行った15名について、「情報隠蔽である」などという批判に理解を示したうえで、15名は被害者を生んでいる訳ではないこと、法定刑も重くはないこと、事実上は犯罪ではあるものの広告も多数存在する状況であるため何百万人もの利用が確認されるのも不自然ではないことなどを根拠に、名前は公表してはならないと主張した。これも踏まえて翌22日、28日に控えるシーズン開幕に備えて、この問題に区切りをつけるための今後の方針として、利用者が単純賭博であった場合は罰金処分にとどめ、選手名の公表は一切行わない方針が明らかになった。
24日、NPBは正式にオンラインカジノ利用者に対する処分を発表した。山岡を含む16名には制裁金という形で処分が科される。制裁金の総額は1020万円にのぼる。また、NPBと12球団はこの問題を重く受け止め、相応の金額を抽出し、制裁金と合わせた計3000万円をギャンブル依存症対策等に取り組む団体等に寄付することも併せて発表した。なお、実名公表や出場停止の処分は課さなかった理由について、「2月20日の時点でいろんな著名人から発覚したが、我々は自己申告を求めて、その結果名乗り出た。刑罰が重いか軽いかの比較になるが、決して軽い処罰ではない」「警察が捜査した上で対応してくれているが、もし実名を公表すれば、捜査に悪影響が出る」などと回答した。

### 2025年4月
10日、大阪府警察は山岡を単純賭博容疑として書類送検を行った。山岡が情報隠蔽することなく自己申告を行ったことを考慮し、不起訴となる方向性が固まっていると報じられた。
11日、福岡県警察がこの日までに、ソフトバンクの関係者を違法なオンラインカジノを利用した疑いで書類送検したことが判明した（先述のコーチかは不明）。このソフトバンクの関係者は22日、不起訴処分となった。
23日、書類送検された山岡が不起訴処分となったことが報じられた。

### 2025年5月
8日、読売ジャイアンツに所属するオコエ瑠偉、増田大輝両選手が、海外のオンラインカジノサイト上での賭博の疑いで書類送検されたことが報じられた。警視庁に球団から相談があり事件が発覚、警視庁は今年に入って2人から任意で事情聴取をしていたことも合わせて報じられた。同日、巨人はオコエらの名前は伏せたうえで、コメントを発表した。オコエらは自己申告期間中に自己申告をしており、制裁金の支払いも既に完了していることも判明した。
その後、オコエはオンラインカジノを始めた理由について、「2021年に楽天に所属していた先輩がやっているのを見て始めた」と話したことが判明した。楽天球団は、「把握していない」「適切に対処する」などとコメントした。
19日、中日ドラゴンズは小山伸一郎二軍投手統括コーチに対して、過去にオンラインカジノを利用して賭博行為を行っていたことにより当面の間の謹慎処分を通告した。小山は3月末までの自己申告期間に自己申告を行っておらず、愛知県警察からの任意出頭要請で事態が明らかになったことで氏名と処分の公表に踏み切った。小山は中日球団関係者に対して、楽天から復帰（1997年 - 2004年に選手として中日に在籍していた）したばかりの立場で申告することによる信用失墜を恐れ、同期間に申し出ることが出来なかったと釈明している。
20日、NPBは小山の処分を中日球団に一任する方針を示した。自己申告を怠った点については、処分は自己申告をした16名より重くなる見込みで、また再度自己申告期間を設定する予定はないとされた。

### 2025年6月
16日、中日・小山が謹慎処分を解かれて二軍のチーム活動に合流。同日、名古屋市内で謝罪会見も行われた（捜査中であるとして、小山の口から詳細が話されることはなかった）。
19日、埼玉西武ライオンズ所属の外崎修汰・柘植世那・長谷川信哉・児玉亮涼と男性職員1名が賭博の疑いで埼玉県警察に書類送検された。いずれもオンラインカジノ利用を自己申告しており、申告後に埼玉県警察が任意で事情を聞くなどして捜査を続けられていた。
26日、東京地方検察庁は書類送検されたオコエと増田をいずれも不起訴処分とした。

### 2025年7月
14日、12球団オーナー会議が開かれ、榊原コミッショナーからは改めてこの問題に厳正に対応していくよう要求がなされた。
24日、さいたま地方検察庁は書類送検された外崎ら西武所属選手および関係者の計5名をいずれも不起訴処分とした。詳細情報はいずれも伏せられた。
25日、警視庁は中日関係者2名を書類送検したことを発表した。中日球団はこのうちの一人が先述の小山であること、小山は既に制裁金の支払いを完了させたこと（金額については言及なし）、またもう一人については自己申告期間中に自己申告があったことを明かした。なお、一人は2024年9月に約8000円、もう一人は2025年2月に約70万円を賭けたと報じられたが、それが小山なのか関係者なのかについてはこの時点では言及はなかった。

## 利用者の詳細
| 氏名       | 球団         | 役職   | 利用金額                 | 利用頻度                        | 違法性の認知度             | 自己申告 | 出典          |
| ---------- | ------------ | ------ | ------------------------ | ------------------------------- | -------------------------- | -------- | ------------- |
| 山岡泰輔   | オリックス   | 選手   | 約300万円                | 2021年秋から2023年までの約2年間 | 違法と思っていなかった     | あった   | [ 57 ]        |
|            | ソフトバンク | 関係者 |                          |                                 |                            |          | [ 35 ]        |
| オコエ瑠偉 | 巨人         | 選手   | 約700万円                | 2022年7月、2023年5月の2回       | グレーだと思っていた       | あった   | [ 39 ] [ 38 ] |
| 増田大輝   | 巨人         | 選手   | 約300万円                | 2024年10月～11月                | 違法だとは思っていなかった | あった   | [ 39 ] [ 38 ] |
| 小山伸一郎 | 中日         | コーチ | 約8000円もしくは約70万円 | 2024年9月もしくは2025年2月      | 認識していなかった         | なかった | [ 42 ] [ 55 ] |
|            | 中日         | 関係者 | 約8000円もしくは約70万円 | 2024年9月もしくは2025年2月      | 認識しないまま使用した     | あった   | [ 55 ]        |
| 外崎修汰   | 西武         | 選手   |                          |                                 |                            | あった   | [ 48 ]        |
| 柘植世那   | 西武         | 選手   |                          |                                 |                            | あった   | [ 48 ]        |
| 長谷川信哉 | 西武         | 選手   |                          |                                 |                            | あった   | [ 48 ]        |
| 児玉亮涼   | 西武         | 選手   |                          |                                 |                            | あった   | [ 48 ]        |
|            | 西武         | 職員   |                          |                                 |                            | あった   | [ 48 ]        |

## 処分
- 山岡泰輔：プロ野球選手としての活動自粛（2025年2月21日[1] - 同年3月12日[24]）。
- 自己申告を行った者計16名：制裁金（総額は1020万円[27]、内訳は10万円～300万円とされる[32]）
- 小山伸一郎：謹慎（2025年5月19日[42] - 同年6月16日[47]）、制裁金（金額は不明[55]）

## 問題点
カジノサイトの多くは海外では合法であるケースが多いとされているが、日本国内ではカジノサイトにアクセスして金を賭けることは「賭博罪」であり刑法185条に抵触する違法行為である。オンラインカジノが急速に広まった理由については、コロナ禍で在宅時間が増え、趣味のない若者の趣味と成り得る手軽なギャンブルとして人気を得たことや、日本にはアクセス制限が存在しないので運営者のターゲットにされやすいことなどが挙げられている。実際に日本語で利用できるオンラインカジノは90サイト以上にも登る。
オンラインカジノはCMでも放映されていて、元日本代表プロサッカー選手の吉田麻也、元プロ野球選手で現野球解説者の里崎智也、元大相撲力士で現格闘家の把瑠都、格闘家の魔裟斗などといった著名なスポーツ選手もそれらのCMに出演しており、それが「同じスポーツ選手が出演しているなら大丈夫だ」という誤解を生んだ可能性も指摘されている。
自己申告を行った16名のうち、山岡を除く15名の詳細が当初は非公開とされたことについては、SNS上で「（山岡だけ公表であとは非公開であることが）不公平だ」「一律公表すべき」「山岡だけかわいそう」などとの声が上がった。NPB側も事務局長の中村勝彦が山岡1人のみ名前が出ている現状に「非常にかわいそうだなと思います」とコメントしており、オリックス球団の対応について「そこは反省して」と苦言を呈し、山岡へのケアを望んだ。また、歌手の松山千春も、「やはり山岡はかわいそうだ」「やっぱり把握したのなら、（他の15名についても）ぜひとも発表してもらいたいな」とコメントした。
これに対して、オリックス球団関係者の一人は、後で判明した人の印象は山岡よりも相当に悪いことを示し、当該選手や球団はいつ週刊誌に名前が報道されるか分からないのであせっているのではないかと言及し、また処分もオリックス球団が実施したため、他の球団も実施しなければならなくなったと語っている。
選手会がNPBに出場停止処分を課さないよう要望したことについて、ファンからは「甘すぎる」「永久追放とまではいかなくても、出場停止は課すべき」などと批判的な意見が目立った。また、新たに自主申告した15名の関係者の情報を捜査機関に提供せず、処分も球団に任せきりで自ら下そうとしないNPBの姿勢について、あまりに無責任ではないかと批判する声もあった。
また、ある球団はミーティングを開いたが、別のある球団はメール伝達にとどめるなど、12球団のヒヤリングの仕方に差異がある点も指摘されている。ある球団関係者は、少し手を出した程度の選手は黙秘を貫いている可能性があると言及している。
元プロ野球選手で現野球解説者の下柳剛は、「名前を出された山岡は、やっぱりかわいそうだ」と語り、そもそも「違法」とはっきり認識してオンラインカジノを利用した人が少なかったのではないかと主張し、オンラインカジノ利用問題は国の無策が招いた問題であるとの意見を述べた。また、オンラインカジノの現状として、合法・違法の境目が非常に複雑で曖昧な点を指摘し、境目がはっきりするようわかりやすく伝えるのが日本政府の仕事だとしたうえで、先に摘発のみ行いつつも、未だ「利用者の自己責任だ」として注意喚起も一切行わない政府の無責任な姿勢が、若者たちの大切な1日、1分1秒を奪った、と批判している。
山岡は活動自粛期間が終了してチームに合流したのち、オンラインカジノの合法・違法の境目について、自身の下調べが足りていなかった点を認めた上で、「分かりづらさもある」と言及している。自身だけ名前が公表された点についても、「他の選手がどうこうというよりも、僕自身の行動を球団の方と話し合った結果」と同意した上での公表であったことを明かした。
プロ野球シーズンの開幕が迫っていたこともあり、最終的に16名の処分は制裁金という形に落ち着いたものの、同時期にオンラインカジノ利用が発覚したお笑い芸人の令和ロマン・髙比良くるまやダイタク・吉本大などは活動自粛処分となっていたこともあり、NPBに対しネット上で「処分が甘すぎる」「身内に甘い」「ルール違反の正当化」「山岡だけ実名が晒されて問題解決はおかしい」などと批判の声が相次いだ。また、自己申告期間中に自己申告をした16名のうち、活動自粛処分を受けたのは唯一名前を公表された山岡のみであり、結果的に処分に大きな差異が生じるという問題も発生した。この点については、「ほかの15名は不誠実」「正直に話して実名公表にも同意した山岡が見せしめにされて気の毒」などとネット上で意見が飛び交った。
5月になると、巨人に所属する選手の名前も公表されることとなったが、先述の通り、先に書類送検されたソフトバンクの関係者は実名公表されなかったこともあり、「なぜ巨人だけ見せしめなんだ」などと批判の声も起こった。